# Spelbomskans torg

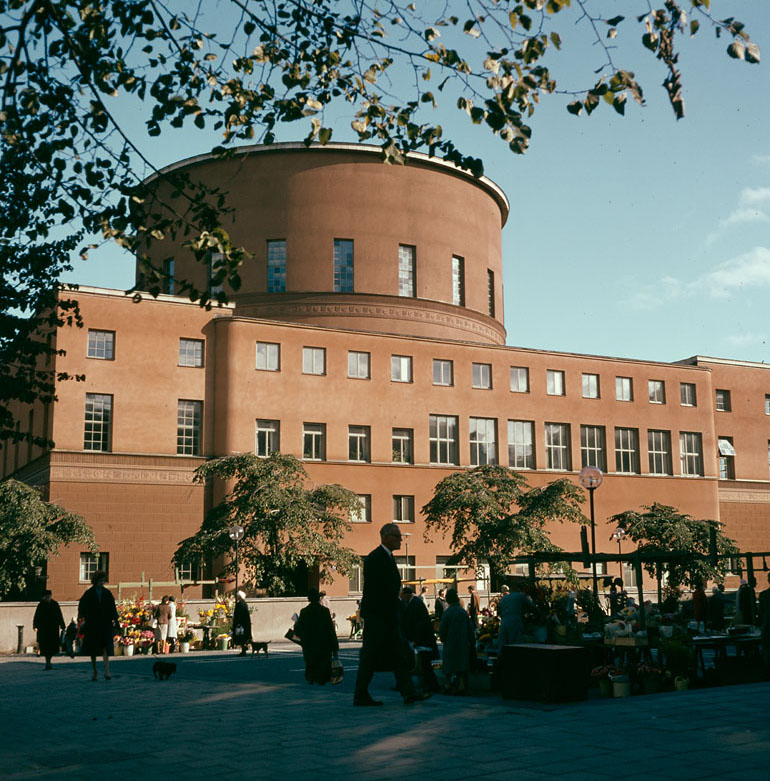
Spelbomskans torg 1965.

Spelbomskans torg ligger i Vasastan i Stockholms innerstad mellan Gunnar Asplunds stadsbibliotek och de tre tillhörande annexen uppförda som lamellhus. Torget namngavs 1963. På torget finns fontänskulpturen Det Droppande Trädet av Sigrid Fridman.

## Namnet
Namnet härrör från väderkvarnen Spelbomskan. Denna anlades troligen under 1600-talet av Mårten Spijlbohm. Kvarnen som är markerad på en Petrus Tillaeus karta från 1733 stod på den nuvarande Observatoriekullens norrsida. Kvarnen brann ner 1868.  
Spelbomskan är även namnet på kvarteret där Spelbomskans torg ligger. Kvarteret sträcker sig längs Odengatan mellan Sveavägen och Norrtullsgatan.

## Bilder

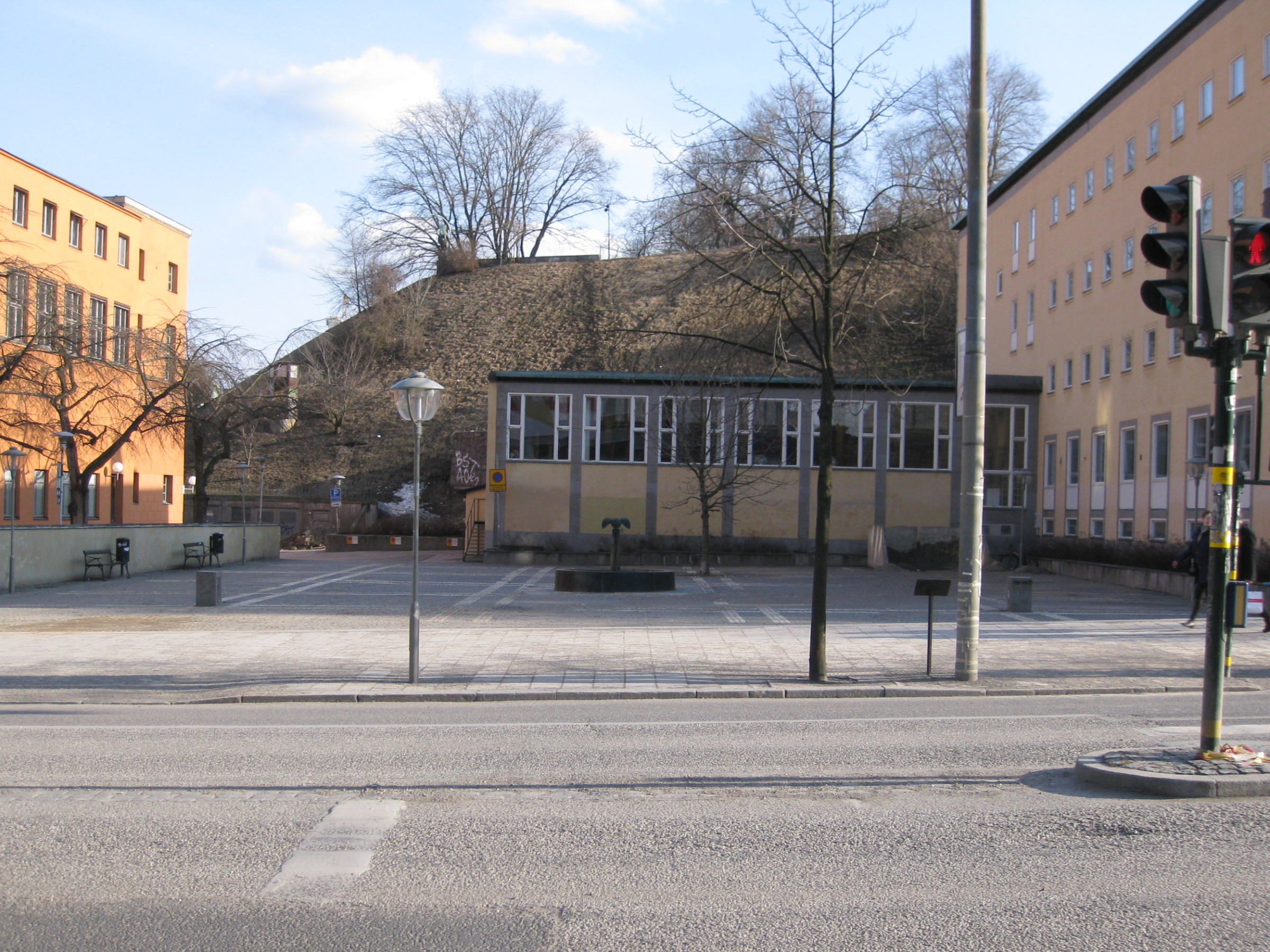
Spelbomskans torg sett från andra sidan Odengatan.
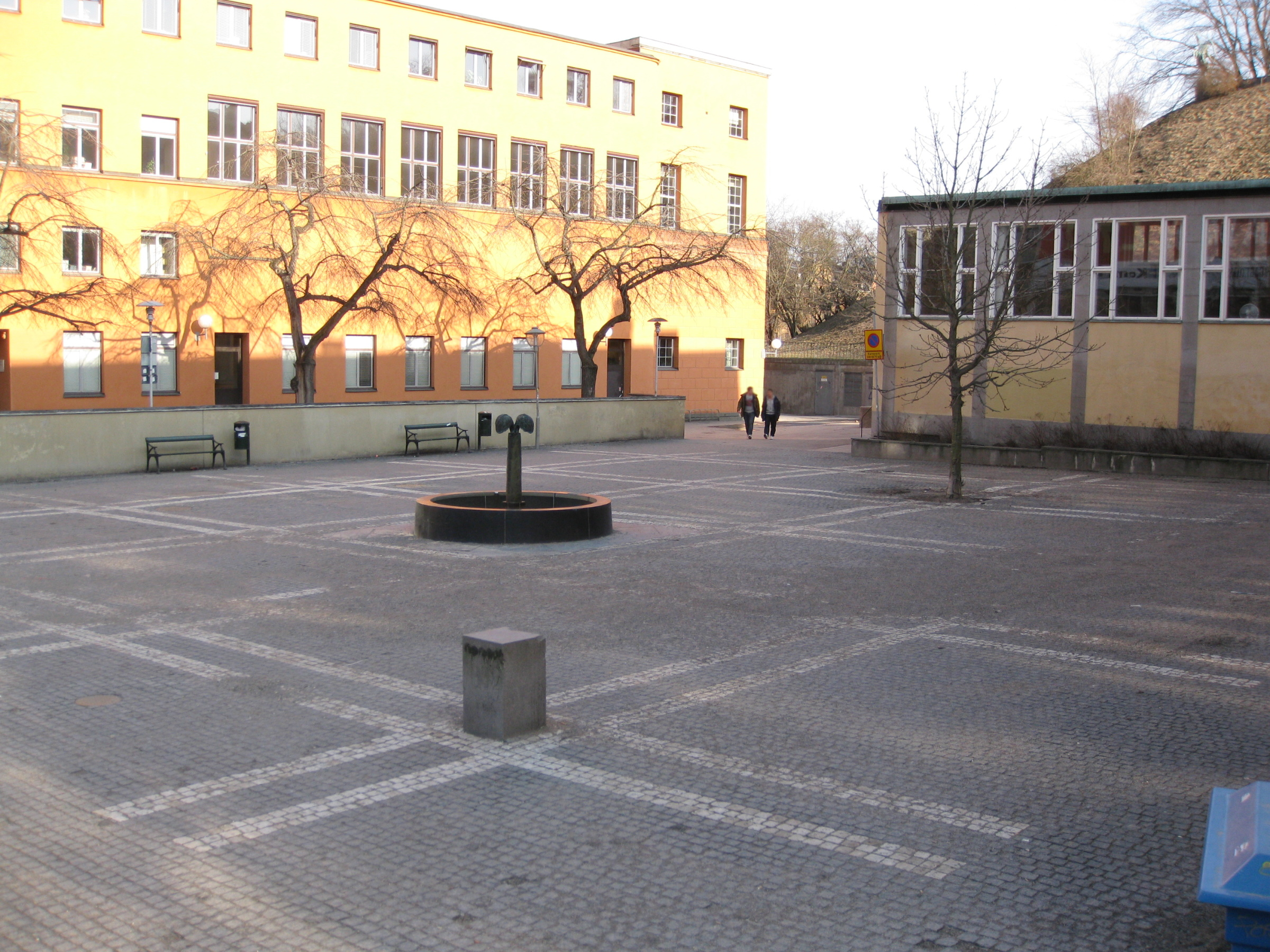
Spelbomskans torg sett från västra hörnet.
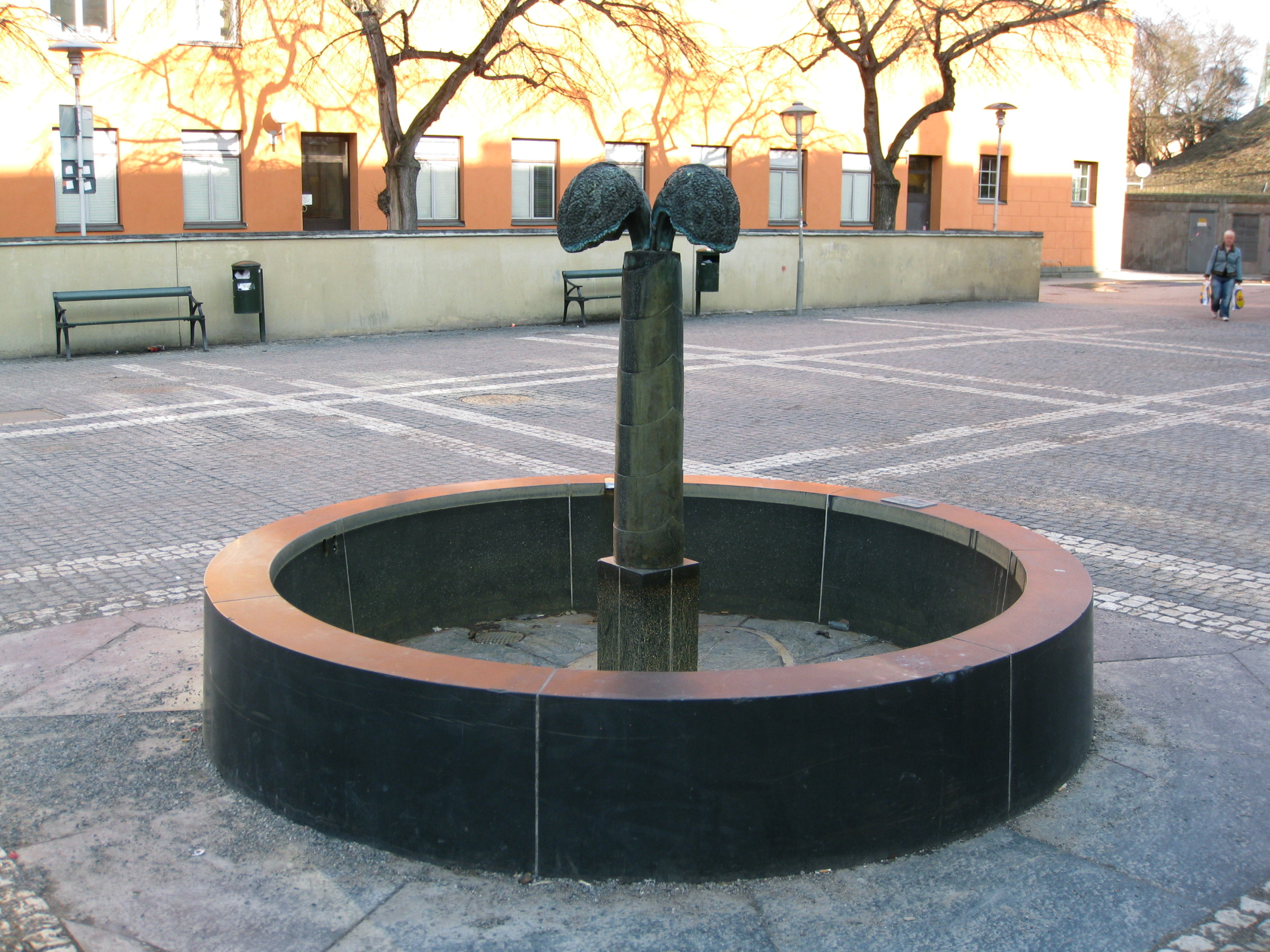
Fontänskulpturen Det Droppande Trädet.